# Model de negoci Canvas

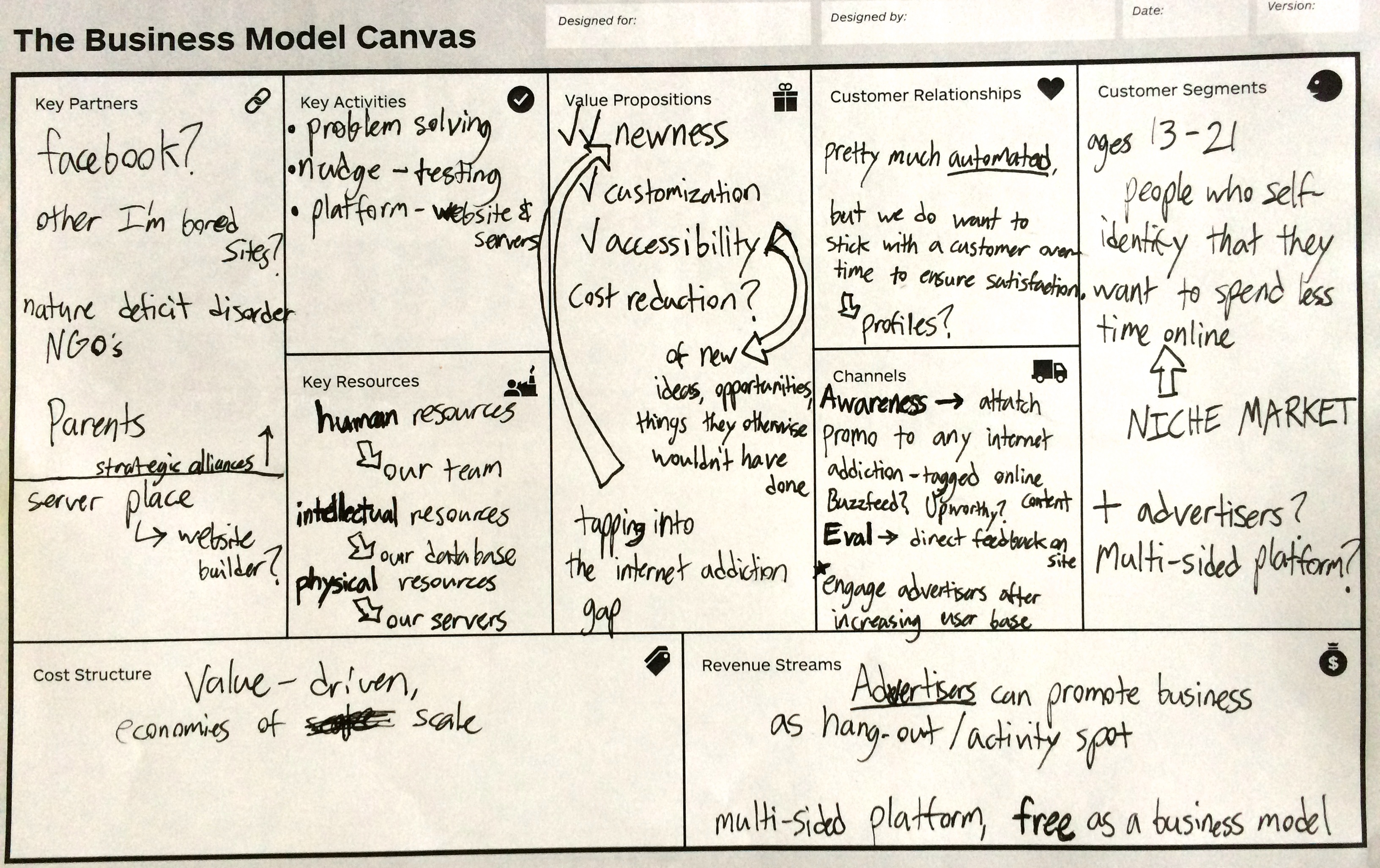
Exemple d'esbós d'una plantilla usant el BMC

El model de negoci Canvas (de l'anglès Business Model Canvas, BMC) és una plantilla de gestió estratègica per al desenvolupament de nous models de negoci o documentar els ja existents. És un gràfic visual o esquema conceptual amb elements que descriuen propostes de producte o de valor de l'empresa, la infraestructura, els clients i les finances. Ajuda les empreses a alinear les seves activitats mitjançant la il·lustració de possibles compensacions.
El BMC va ser proposat inicialment per l'emprenedor suís Alexander Osterwalder sobre la base del seu treball sobre l'ontologia dels models de negoci (2009). Des de la publicació de l'obra d'Osterwalder, han aparegut nous Canvas o plantilles per a nínxols específics, com el Lean Canvas per a metodologies Lean startup.
Les descripcions formals del negoci es converteixen en els blocs de construcció per a les seves activitats. Existeixen diferents conceptualitzacions de negoci; la tesi d'Osterwalder (2004) i el llibre que va coescriure amb Yves Pigneur (2010) proposen un model únic de referència basada en les similituds d'una àmplia gamma de conceptualitzacions de model de negoci. Amb el seu disseny del model de negoci, una empresa pot descriure fàcilment el seu model de negoci.

## Descripció
El Business Model Canvas consta de 9 mòduls peces clau, comunes per a la representació gràfica d'un negoci:

Pel que fa a la infraestructura:

### Activitats clau
Són les tasques més importants en l'execució de la proposta de valor d'una empresa. Un exemple seria l'empresa de bolígrafs Bic: la creació d'una cadena de subministrament eficient per reduir els costos.

### Recursos clau
Són els mitjans necessaris per crear valor per al client. Es consideren un actiu per a una empresa, la qual els necessita de cara a sostenir i donar suport al negoci. Aquests recursos podrien ser humans, financers, físics i intel·lectuals.

### Xarxa de socis
Amb la finalitat d'optimitzar les operacions i reduir els riscos d'un model de negoci, l'organització sol conrear relacions comprador-proveïdor per poder desenvolupar la seva activitat principal. També poden considerar-se aliances empresarials complementàries a través de joint ventures, aliances estratègiques entre competidors o no competidors.

Pel que fa a l'oferta:

### Proposta de valor
És el conjunt de productes i serveis que una empresa ofereix per satisfer les necessitats dels seus clients. Segons Osterwalder, la proposta de valor d'una empresa és el que la distingeix dels seus competidors. La proposta de valor ofereix valor a través de diversos elements com la novetat, el rendiment, la personalització, l'acompliment, el disseny, la marca, el preu, reducció de costos, reducció de riscos, l'accessibilitat i la comoditat o facilitat d'ús. L'oferta de valors pot ser:
- Quantitativa: preu i eficiència.
- Qualitativa: resultat i experiència global del client

Pel que fa als clients:

### Segments de mercat
En construir un model de negoci eficaç, una empresa ha d'identificar el seu target o públic destinatari. Diversos grups de clients es poden segmentar sobre la base de les diferents necessitats i atributs per garantir l'aplicació adequada de l'estratègia corporativa. Els diferents tipus de segments de clients inclouen:
- Mercat massiu: no hi ha segmentació específica per a una empresa que segueix l'element de mercat massiu, ja que l'organització mostra una àmplia visió dels clients potencials.
- Nínxol de mercat: segmentació de clients sobre la base de les necessitats i característiques dels seus clients especialitzats.
- Segmentat: una companyia aplica la segmentació addicional dins dels segments de clients existents. En la situació segmentada, l'empresa pot distingir encara més als seus clients en funció del sexe, l'edat i/o ingressos.
- Diversificació: un negoci serveix per a múltiples segments de clients amb diferents necessitats i característiques.
- Plataforma múltiple / Mercat: per a un bon funcionament del negoci algunes empreses serviran a segments de clients mútuament dependents. Una companyia de targetes de crèdit proporcionarà serveis als titulars de targetes de crèdit i, al mateix temps, oferirà assistència als comerciants que accepten aquestes targetes.

### Canals
Una empresa pot lliurar la seva proposta de valor als seus clients objectiu a través de diferents canals. Uns canals efectius distribuiran la proposta de valor de l'empresa de forma ràpida, eficient i rendible. Una organització pot arribar als seus clients, ja sigui a través dels seus propis canals (aparador), canals principals socis (distribuïdors), o una combinació de tots dos.

### Relacions de mercat
Per garantir la supervivència i l'èxit de qualsevol negoci, les empreses han d'identificar el tipus de relació que volen crear amb els seus segments de clients. Algunes formes de relacions amb els clients inclouen:
- Assistència personal: l'assistència en forma d'interacció empleat-client. Es duu a terme aquest tipus d'assistència ja sigui durant i/o després de les vendes.
- Assistència personal dedicada: la més íntima i les mans en l'assistència personal en el qual se li assigna un representant de vendes per manejar totes les necessitats i preguntes d'un conjunt especial de clients.
- Self Service: és el tipus de relació que deriva de la interacció indirecta entre l'empresa i els clients. En aquest aspecte, l'organització proporciona les eines necessàries perquè els clients puguin servir-se a si mateixos amb facilitat i eficàcia.
- Serveis automatitzats: és un sistema similar a l'autoservei, però un major grau de personalització, ja que té la capacitat d'identificar els clients individuals i les seves preferències.
- Comunitats: la creació d'una comunitat permet una interacció directa entre els clients i l'empresa. La plataforma de la comunitat produeix un escenari on el coneixement pot ser compartit i els problemes es resolen entre els diferents clients.
- Co-creació: es crea una relació personal a través de l'entrada directa del client en el resultat final dels productes/serveis de l'empresa.

Pel que fa a les finances:

### Estructura de costos
Descriu les conseqüències monetàries més importants mentre opera sota diferents models de negoci.
Classes d'estructures comercials:
- Cost-Driven : aquest model de negoci se centra a minimitzar els costos. Exemple: aeorolínies de baix cost.
- Value-Driven : amb un menor grau de preocupació pel cost, aquest model de negoci se centra a la creació de valor per als seus productes i serveis. Exemple: Louis Vuitton o Rolex.

Característiques de l'estructura de costos:
- Costos fixos: els costos són sense canvis a través de diferents aplicacions. Per exemple: salari, renda, etc.
- Costos variables: aquests varien depenent de la quantitat de producció de béns i/o serveis.
- Economies d'escala: els costos disminueixin a mesura que la quantitat de producció s'incrementa.
- Economies de gamma: els costos disminueixen a causa de la incorporació d'altres negocis que tenen una relació directa amb el producte original.